# 十八進法
十八進法（じゅうはちしんほう、Octodecimal）とは、18 を底（てい）とし、底およびその冪を基準にして数を表す方法である。

## 記数法
十八進記数法とは、18 を底とする位取り記数法である。慣用に従い、通常のアラビア数字は十進数とし、十八進記数法の表記は括弧および下付の 18 で表す。十八進記数法で表された数を十八進数と呼ぶ。
一般には、0, 1, 2, 3, 4, 5, 6, 7, 8, 9, A, B, C, D, E, F, G, H の 18 個の数字を用いる。右端あるいは小数点で 1 の桁を表す。数字の意味する数は、左に 1 桁ずれると 18 倍になり、右に 1 桁ずれると 1/18 になる。(11)18 という表記において、左の「1」は十八を表し、右の「1」は一を表し、合わせて十九を表す。
同様に、十八進記数法では (50)18 は 90 (5×181) を、(100)18は 324 (1×182) を意味する。

## 性質
7の冪，回文数：
- 7^3=111
- 7^4=777
- 7^6=12321
- 7^9=1367631

レピュニットR2，素数19，次はR25667，確率的素数。